# Predigtgottesdienst
Mit dem Begriff Predigtgottesdienst, auch Prädikantengottesdienst (von kirchenlat. praedicans Prediger), wird ein mittelalterlicher Typus des öffentlichen christlichen Gottesdienstes bezeichnet, der v. a. im südwestdeutschen Raum und der Schweiz zum Vorbild für die Gottesdienstgestaltung der reformatorischen Kirchen wurde.
Heute bezeichnet der Begriff auch allgemein einen evangelischen Gottesdienst ohne Abendmahl – unabhängig davon, ob seine Struktur auf dem mittelalterlichen Predigtgottesdienst oder der Messe beruht.

## Entwicklung im Mittelalter
Aus dem Bedürfnis nach einer Predigt, also einer missionarischen bzw. mahnenden Rede in der Landessprache, entstand nach dem 9. Jh. der Pronaus (von frz. prône bzw. lat. praeconium Verkündigung), eine Predigtliturgie, die im Messgottesdienst das Gewicht der Predigt verstärkte, aber in der Folge zur Abtrennung eines Predigtgottesdienst von der Messfeier führte. Sie wurden häufig vor oder nach einer Messfeier angeboten oder zwischen zwei Messfeiern gelegt. Im 12. Jh. etablierte sich das Predigtwesen deutlich; aus dem Franziskaner- und Dominikanerorden standen geschulte Bettelmönche zur Verfügung, die predigend durch das Land zogen. Die von ihnen gehaltenen Predigten in Kirchen und auf der Straße waren teilweise liturgisch ungebunden, andere vermutlich in Predigtgottesdienste eingebunden. In etlichen Reichsstädten Südwestdeutschlands gab es seit dem 15. Jh. Predigerstellen, die statt Messpfründen gestiftet wurden und neben den lateinischen Messen in einen liturgischen Rahmen eingebettete Predigten in hoher Qualität gewährleisten konnten – oft zusammen mit einer Offenen Schuld, einem Vaterunser, Ave Maria etc.
Ein einheitlicher Ablauf existierte nicht. Der Basler Johann Ulrich Surgant brachte 1503 mit dem Manuale Curatorum ein homiletisch-liturgisches Handbuch heraus, das für die Gestaltung von Wortgottesdiensten Beispiele statt Vorschriften lieferte und so zur Anknüpfung durch die Reformatoren einlud.

## Aufnahme durch die Reformatoren
Martin Luther setzte neben die Messe das Angebot von Predigtgottesdiensten, die allerdings liturgisch an die Tagzeitengebete Mette und Vesper angebunden werden. Ulrich Zwingli übernahm von Surgant die Form des Pronaus in die Zürcher Kirchenordnungen von 1525 und 1535.  In Basel ergänzte Oekolampad die Form Zwinglis durch den Gemeindegesang. Johannes Calvin griff für Genf die Straßburger Gottesdienstordnung auf; die Offene Schuld zu Beginn des Gottesdienstes erinnert dabei an das Confiteor der Messe, der Psalmengesang erweitert ebenfalls die Zürcher Ordnung. In der Nürnberger Gottesdienstordnung von 1524 war ein Predigtgottesdienst zwischen zwei Messen gefügt. Die Württembergischen Kirchenordnungen von 1536 und 1553 dagegen führten den Predigtgottesdienst als Hauptgottesdienst einer lutherischen Landeskirche ein – die Grundform des Pronaus wurde dabei um Gemeindegesang und ein Allgemeines Kirchengebet erweitert. Auffallend ist bei all diesen Formen die Möglichkeit verschiedener Kombinationen der Bestandteile.

## Formenvielfalt
Die Formenvielfalt des oberdeutschen und schweizerischen Predigtgottesdienstes zeigt sich in der folgenden Darstellung:
| Pronaus                                                   | Honorius (um 1120)                   | Surgant (1503)                                                                                            | Nürnberg (1524)               | Zwingli (1525)               | Calvin (1542)         |
| --------------------------------------------------------- | ------------------------------------ | --- | ----------------------------- | ---------------------------- | --------------------- |
|                                                           |                                      | (in der Messe:)                                                                                           | Athanasianum                  |                              | Adjutorium            |
| Psalmengesang (1–3)                                       | Eingangsgebet                        | (in der Messe:)                                                                                           | Offene Schuld                 |                              |                       |
| Lesung AT mit Erklärung                                   | Vaterunser                           | (in der Messe:)                                                                                           | Psalmengesang (mehrere)       |                              |                       |
| Dekalog                                                   | Ave Maria                            | (in der Messe:)                                                                                           | freies Gebet                  |                              |                       |
| Predigt                                                   | Predigt                              | (in der Messe:)                                                                                           | Credo                         | Predigt                      | Predigt               |
| Offene Schuld                                             | Vaterunser mit Katechese             | Vaterunser, Ave Maria, Credo, Dekalog (Katechismusstücke als Voraussetzung zur Zulassung zur Eucharistie) | Vaterunser und Ave Maria      | Abkündigung der Verstorbenen | Allg. Kirchengebet    |
| Credo, Vaterunser, Dekalog, Ave Maria (Katechismusstücke) | Credo mit Katechese                  | Vaterunser, Ave Maria, Credo, Dekalog (Katechismusstücke als Voraussetzung zur Zulassung zur Eucharistie) | Fürbittgebet                  | Ave Maria 2                  | Vaterunser-Paraphrase |
| Credo, Vaterunser, Dekalog, Ave Maria (Katechismusstücke) | Offene Schuld mit Absolution         | Vaterunser, Ave Maria, Credo, Dekalog (Katechismusstücke als Voraussetzung zur Zulassung zur Eucharistie) | Ermahnung zum Almosengeben    | Dekalog                      | Segen                 |
| Credo, Vaterunser, Dekalog, Ave Maria (Katechismusstücke) | Fürbittengebet                       | Vaterunser, Ave Maria, Credo, Dekalog (Katechismusstücke als Voraussetzung zur Zulassung zur Eucharistie) | gesungene Kollekte oder Gebet | Apostolikum                  |                       |
| Credo, Vaterunser, Dekalog, Ave Maria (Katechismusstücke) |                                      | außerdem Offene Schuld, Fürbittengebet und Abkündigungen                                                  | Predigt                       |                              |                       |
| Credo, Vaterunser, Dekalog, Ave Maria (Katechismusstücke) | (mit dem Tagamt folgt die Messfeier) | außerdem Offene Schuld, Fürbittengebet und Abkündigungen                                                  |                               |                              |                       |